# India en los Juegos Olímpicos de Milán-Cortina d'Ampezzo 2026
India participará en los Juegos Olímpicos de Milán-Cortina d'Ampezzo 2026. El responsable del equipo olímpico es la Asociación Olímpica India, así como las federaciones deportivas nacionales de cada deporte con participación.